# Гуляев, Александр Георгиевич
Алекса́ндр Гео́ргиевич Гуля́ев (11 сентября 1917, Рубцовск, Алтайская губерния — 22 июня 1995, Санкт-Петербург, Российская Федерация) — советский живописец, член Санкт-Петербургского Союза художников (до 1992 года — Ленинградской организации Союза художников РСФСР).

## Биография
Александр Георгиевич Гуляев родился 11 сентября 1917 года в Рубцовске, Алтайский край. В 1933 году поступил в Ташкентское художественное училище, занимался у В. П. Марковой, А. Н. Волкова, М. И. Курзина. В 1937 году, окончив училище, приехал в Ленинград и поступил на факультет живописи Ленинградского института живописи, скульптуры и архитектуры. Занимался у А. Е. Карева, И. П. Степашкина, Е. М. Чепцова, А. И. Заколодина-Митина, М. Д. Бернштейна, С. В. Приселкова, Л. Ф. Овсянникова.
В 1941 году Александр Гуляев добровольцем ушёл на фронт. Участвовал в обороне Ленинграда. Был демобилизован в 1943 по ранению. В том же году возобновил занятия в институте в Самарканде и вместе с учреждением в 1944 году возвратился в Ленинград. В 1946 году окончил институт по мастерской А. Осмёркина с присвоением квалификации художника живописи. Дипломная работа — историческая картина «Минин и Пожарский». В том же году был принят в члены Ленинградского Союза художников.
Впервые участвовал в выставке в 1940 году. С конца 1940-х постоянный участник ленинградских, а также республиканских и всесоюзных художественных выставок. Писал жанровые, историко-революционные и батальные картины, портреты, пейзажи, натурные этюды. Автор картин «Портрет периметриста завода им. Воскова Е. Чемизова» (1950), «Для великих строек» (1951), «Старый двор», «У магазина», «Казахстан. Степной посёлок» (все 1955), «Решение о вооружённом восстании», «Ожидание почты» (обе 1957), «Крымские горы», «У пирса», «Сибирский дворик» (все 1958), «Освободители Приморья», «Осень», «Полдень» (все 1960), «Незабываемое утро», «Зимка. Старая Ладога» (обе 1961), «Серый день» (1968), «Портрет А. В. Басковой» (1971), «Металлисты» (1975) и других.
На рубеже 80-х и 90-х годов работы Александра Гуляева в составе экспозиций произведений ленинградских художников были представлены европейским зрителям на целом ряде зарубежных выставок.
Скончался 22 июня 1995 года в Санкт-Петербурге на 78-м году жизни.
Произведения А. Г. Гуляева находятся в музеях и частных собраниях в России, Японии, Франции, США и других странах.

## Выставки
- 1951 год (Ленинград): Выставка произведений ленинградских художников.
- 1956 год (Ленинград): Осенняя выставка произведений ленинградских художников.
- 1957 год (Ленинград): 1917—1957. Выставка произведений ленинградских художников.
- 1975 год (Ленинград): Наш современник. Зональная выставка произведений ленинградских художников.
- 1984 год (Ленинград): Подвигу Ленинграда посвящается. Выставка произведений ленинградских художников, посвящённая 40-летию полного освобождения Ленинграда от вражеской блокады.
- 1985 год (Ленинград): 40 лет Великой победы. Выставка произведений художников — ветеранов Великой Отечественной войны.
- Февраль 1991 года (Париж): Выставка «Русские художники».
- Апрель 1991 года (Париж): Выставка «Русские художники».
- Март 1992 года (Париж): Выставка «Санкт-Петербургская школа».
- Февраль 1993 года (Брюссель): Выставка «Русские художники».